# Скуби-Ду! Музыка вампира
«Скуби-Ду! Музыка вампира» (англ. Scooby-Doo! Music of the Vampire) — американский анимационный фильм студии Warner Bros. Animation из франшизы «Скуби-Ду». Эта часть примечательна тем, что стала первым из фильмов, ставших мюзиклом. Фильм был выпущен в прокат через Amazon Video и ITunes 22 декабря 2011 года. Он был выпущен на DVD и Blu-ray 13 марта 2012 года. Премьера фильма состоялась в Cartoon Network 3 марта 2012 года.

## Сюжет
По желанию Велмы, банда приезжает на фестиваль, посвящённый тематике вампиров, который преследуем вампиром по имени Лорд Валдрония, но из-за атаки Лорда Валдронии, Шэгги начинает переживать, что его укусил вампир и считает, что ему лучше покинуть команду, так как он в любой момент может стать вампиром, но правда ли Лорд Валдрония — настоящий вампир, правда ли, что Лорд Валдрония укусил Шэгги и теперь он станет мрачным подростком-вампиром, перейдя на тёмную сторону?

## Роли озвучивали
| Актёр             | Перснонаж                                      |
| ----------------- | ---------------------------------------------- |
| Фрэнк Уэлкер      | Скуби-Ду / Фред Джонс                          |
| Мэттью Лиллард    | Шэгги Роджерс                                  |
| Грей Делайл       | Дафни Блейк                                    |
| Минди Кон         | Велма Динкли                                   |
| Джефф Беннетт     | Винсент Ван Хельсинг / Лорд Валдрония          |
| Джулианн Бюшер    | Репортёр                                       |
| Кристиан Кэмпбелл | Брэм                                           |
| Джим Каммингс     | Джаспер Пубелль / Тулли                        |
| Роб Полсен        | Шериф / Второй вампир-актёр / Подросток-вампир |
| Минди Стерлинг    | Лита Рутлэнд                                   |
| Джим Уайз         | Генри                                          |